# Mr Hudson
Бенджамін Хадсон МакАйлдові (англ. Benjamin Hudson McIldowie; нар. 26 червня 1979, Бірмінгем, Велика Британія), більш відомий під сценічним псевдонімом Містер Хадсон (англ. Mr Hudson), — англійський співак, автор пісень та продюсер.

## Раннє життя
Бенджамін Хадсон МакАйлдові народився в Бірмінгемі, виріс у районі Хандсворт.
Спочатку Хадсон грав у гуртах «Mansize, «The Hudson Sound» та «Phoenix Green». Вони мали значний успіх у Бірмінгемі та інших місцях, регулярно виступаючи в клубі Ронні Скотта в Бірмінгемі.

## Кар'єра
Хадсон розпочав свою музичну кар'єру, створивши гурт Mr Hudson and the Library, до складу якого входили Мейпс Хакслі, також відомий як Робін Френч (бас), Вілкі Вілкінсон (барабани), Джой Джозеф (сталеві барабани, вокал) та Торвілл Джонс (фортепіано). Першим релізом став мініальбом під назвою Bread & Roses, який вийшов на лейблі Deal Real у жовтні 2006 року. На початку 2007 року гурт гастролював з Емі Вайнхаус на підтримку свого дебютного альбому A Tale of Two Cities. Пан Хадсон вперше з'явився на альбомі Later with Jools Holland 8 грудня 2006 року.
Влітку 2007 року вони виступили на кількох британських фестивалях, включаючи Ґластонбері, T in the Park, The Big Chill, V Festival, Godiva Festival та Bestival. У жовтні 2007 року гурт виступив на стадіоні Мілленіум у Кардіффі на підтримку The Police. Вони також підтримували Каньє Веста в його європейському етапі туру Glow in the Dark, виступаючи в Дубліні, Белфасті та інших європейських містах.
У 2008 році Містер Хадсон почав записуватися як сольний виконавець. Того ж року він підписав контракт із лейблом репера Каньє Веста GOOD Music через спільне підприємство з Mercury Records. Хадсон взяв участь в синглі Каньє Веста «Paranoid» 2009 року, а також зробив внесок у написання пісень «Say You Will», «Street Lights» та «Heartless» з четвертого альбому Веста 808s & Heartbreak.
Його дебютний студійний альбом Straight No Chaser вийшов 4 серпня 2009 року та зайняв 25-те місце в британському чарті альбомів. Восени 2009 року Хадсон виступав на підтримку Калвіна Гарріса в його турі по Великій Британії.Тур Хадсона на підтримку альбому Straight No Chaser відбувся у жовтні 2009 року. Також він взяв участь в синглі Jay-Z «Young Forever» з альбому The Blueprint 3, який потрапив до першої десятки в американському чарті Billboard Hot 100, та в UK Singles Chart. Він також був присутній на альбомі Jay-Z та Каньє Веста Watch the Throne 2011 року, з'явившись в пісні «Why I Love You».
У 2014 році Хадсон писав та продюсував альбом Paper Gods гурту Duran Duran, який вийшов 11 вересня 2015 року.
19 квітня 2019 року Хадсон представив свою першу за 10 років нову пісню під назвою «Antidote», написану та спродюсовану разом з Джоном Г'юмом. Потім вийшов другий сольний сингл Хадсона «Chicago» за участю Vic Mensa.
У березні 2021 року Містер Хадсон отримав премію «Ґреммі» за роботу над альбомом Джона Ледженда Bigger Love 2020 року.

## Дискографія
- A Tale of Two Cities (у складі Mr Hudson and the Library) (2007)
- Straight No Chaser (2009)
- Never Grow Up (у складі BIGkids) (2012)
- When the Machine Stops (2019)